# 필 머피
필 머피(Philip Dunton Murphy, 1957년 8월 16일 ~ )은 미국의 정치인으로 제56대 뉴저지주 주지사이다.

## 학력
- 하버드 대학교 경제학 학사
- 펜실베이니아 대학교 경영학 석사

## 경력
- 2006 ~ 2009.09 전국 민주당 위원회 금융위원장
- 2009.09 ~ 2013.08 주독일 미국대사관 대사
- 2018.01 ~ 2026.01 제56대 뉴저지 주지사
- 2021.06 ~ 2022.07 전국 주지사 연합 부의장
- 2022.07 ~ 2023.07 전국 주지사 연합 의장

## 역대 선거 결과
| 선거명      | 직책명        | 대수 | 정당   | 득표율 | 득표수      | 결과 | 당락               |
| ----------- | ------------- | ---- | ------ | ------ | ----------- | ---- | ------------------ |
| 2017년 선거 | 뉴저지 주지사 | 56대 | 민주당 | 56.03% | 1,203,110표 | 1위  | 뉴저지 주지사 당선 |
| 2021년 선거 | 뉴저지 주지사 | 56대 | 민주당 | 51.23% | 1,339,471표 | 1위  | 뉴저지 주지사 당선 |